# Grosse Fatigue
Pour l’épisode de série télévisée, voir Grosse Fatigue (Les Zinzins de l'espace).
Pour plus de détails, voir Fiche technique et Distribution.
Grosse Fatigue est un film français réalisé par Michel Blanc et sorti en 1994.

## Synopsis
Michel Blanc est un grand acteur de cinéma. Il est accusé d'avoir abusé sexuellement de Josiane Balasko, Charlotte Gainsbourg et Mathilda May, de s'être comporté comme un goujat au Festival de Cannes, ainsi que d'avoir semé la zizanie dans la discothèque de Régine ou d'accepter des cachets médiocres, comme des animations dans des supermarchés, en cachette de son agent. Les témoignages sont flagrants. Pourtant, Michel sait qu'il est innocent. Il décide alors de se faire aider par Carole Bouquet afin de prendre du repos et surtout de faire la lumière sur cette affaire.
Il découvre qu'il a un sosie, Patrick Olivier, qui, ayant souffert dans sa vie de ressembler à Michel Blanc, a bien décidé d'en profiter. Patrick propose un marché à Michel Blanc, lui offrant de prendre sa place pour les tournages contraignants ou les galas de promotion, ce qui lui donnera du temps libre pour l’écriture de ses scénarios ou les tournages des films qu’il préfère. Michel refuse le marché, le considérant comme de l'escroquerie. Après réflexion, il accepte le marché, mais, revenant chez lui après un congé au soleil, il découvre que sa serrure a été changée et que Patrick a désormais complètement pris sa place, y compris auprès de ses amis du Splendid.
Désespéré, Michel se résout à casser son image publique en braquant une bijouterie. Arrêté et pris pour Patrick, il est condamné à une peine de prison assez légère. Incapable de retrouver un travail ensuite, y compris en tant que sosie de Michel Blanc, il fait la rencontre fortuite de Philippe Noiret, qui lui avoue lui aussi avoir été dépossédé de son identité par un sosie. Irrémédiablement attirés par le cinéma, les deux hommes, que plus personne ne reconnaît, se font engager par Roman Polanski comme figurants dans le tournage de son film.

## Fiche technique
- Titre original : Grosse Fatigue
- Réalisation : Michel Blanc

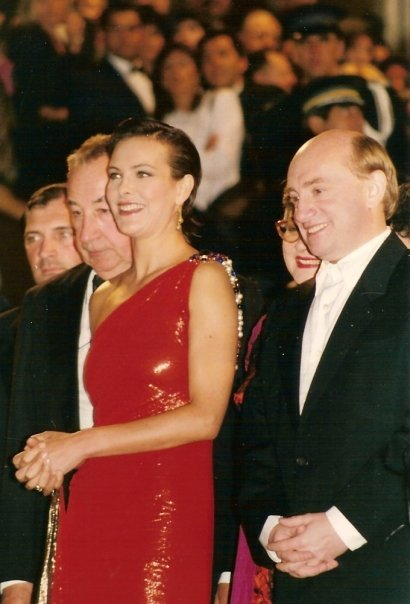
Philippe Noiret, Carole Bouquet, Josiane Balasko et Michel Blanc lors de la présentation du film au festival de Cannes 1994.

- Scénario : Jacques Audiard, Josiane Balasko et Michel Blanc, d'après une idée de Bertrand Blier
- Musique : René-Marc Bini
- Photographie : Eduardo Serra
- Montage : Maryline Monthieux
- Décors : Carlos Conti
- Production : Daniel Toscan du Plantier
- Société de production : Gaumont
- Budget : 50 millions de francs[1] (soit environ 12,6 millions d'euros en 2024[2])
- Pays de production :  France
- Format : couleurs - 1,85:1 - Dolby - 35 mm
- Genre : comédie
- Durée : 87 minutes
- Date de sortie[3] :
  - France : 18 mai 1994

## Distribution
- Michel Blanc : lui-même / Patrick Olivier, son sosie
- Carole Bouquet : elle-même
- Philippe Noiret : lui-même
- Josiane Balasko : elle-même
- Marie-Anne Chazel : elle-même
- Christian Clavier : lui-même
- Guillaume Durand : lui-même
- Charlotte Gainsbourg : elle-même
- David Hallyday : lui-même
- Estelle Lefébure : elle-même
- Gérard Jugnot : lui-même
- Dominique Lavanant : elle-même
- Thierry Lhermitte : lui-même
- Mathilda May : elle-même
- Régine : elle-même
- Roman Polanski : lui-même
- Philippe du Janerand : l'inspecteur
- François Morel : l'adjoint de l'inspecteur
- Jean-Louis Richard : le psychiatre
- Dominique Besnehard : lui-même
- Gilles Jacob : lui-même
- Raoul Billerey : le père de Michel Blanc
- Jacques Buron : le flic #1
- Guy Laporte : l'animateur de la boîte de nuit
- Cécile Auclert : Miss Gros seins
- Jean-Luc Miesch : lui-même
- Vincent Grass : l'échangiste
- Albert Goldberg : le videur chez Régine's
- Marie Mergey : la mère de Michel Blanc
- Jean-Pierre Clami : le chauffeur de taxi
- Arno Chevrier : le voyou #1
- Antoine Basler : le voyou #2
- Dorothée Jemma : la femme en plein accouchement
- Philippe Garnier : le brancardier
- Andrée Damant : Mme Volpi
- Olivier Hémon : le spectateur au supermarché
- Michel Amphoux : le patron du bistrot
- Marie Pillet : la cliente du bistrot
- Salvatore Ingoglia : le voisin #1
- Dominique Marcas : la femme #1
- Christine Pignet : la femme #2
- Louba Guertchikoff : Mme Baudet
- Carole Brenner : la serveuse de la cafétéria #1
- Marc Betton : le chef gendarme
- Charlotte Maury-Sentier : la patronne du café
- Jean-François Perrier : le directeur de la joaillerie
- Kader Boukhanef : le spectateur #2
- Bruno Moynot : le chauffeur de maître
- Lucien Pascal : le vieux monsieur
- Alain MacMoy : le directeur de la prison
- Bernard Farcy : l'employé de l'ANPE
- Margot Capelier : elle-même

## Production
Le scénario est né d'une mésaventure de l'acteur Gérard Jugnot, grand ami de Michel Blanc, qui a effectivement été victime d'une usurpation d'identité de la part d'un sosie qui effectuait des animations dans des grandes surfaces de la région parisienne. Ce désagrément a été rapidement réglé devant la justice. Bertrand Blier et Michel Blanc y ont trouvé la base d'un nouveau scénario.
Le film a été tourné à Paris, aux Seychelles et dans le Luberon[réf. nécessaire].

## Autour du film
- C'est la première fois depuis Les bronzés font du ski (1979) que tous les membres de la troupe du Splendid se retrouvent dans un même film.
- La réplique de Carole Bouquet « Qu'est-ce que j'ai de moins que Balasko, putain ? » fait référence au film Trop belle pour toi de Bertrand Blier (1989), dans lequel Gérard Depardieu la trompe avec sa secrétaire, interprétée par Josiane Balasko.
- Ce film est pour Carole Bouquet sa première incursion dans la comédie (comique si on considère Buffet Froid comme une comédie noire), rompant ainsi avec son image de femme fatale. Auparavant, elle n'avait joué que dans des films d'auteurs.
- Patrick Olivier, nom du sosie maléfique de Michel Blanc, est également le nom de l'auteur des paroles d'une des chansons du film.

## Distinctions
- Festival de Cannes 1994 : prix du scénario et grand prix de la technique pour Pitof (effets spéciaux)
- Nomination au César du meilleur scénario original lors des César du cinéma 1995.